# Naval Intelligence Division
Die Naval Intelligence Division (NID, deutsch „Marine-Nachrichtenabteilung“), bis 1912 Naval Intelligence Department, war der Militärnachrichtendienst der britischen Royal Navy. Er bestand von 1882 bis 1965.

## Geschichte
Die Behörde wurde 1882 unter dem Namen Foreign Intelligence Committee gegründet und 1887 in Naval Intelligence Department umbenannt. Der erste Direktor war Captain William Henry Hall. Der Dienst wurde 1912 als Naval Intelligence Division in den Admiralty War Staff bzw. ab 1917 den Admiralty Naval Staff eingegliedert.
Im Ersten Weltkrieg war der NID unter Rear-Admiral Reginald Hall verantwortlich für die erfolgreiche Entzifferung geheimer Nachrichten aus dem Deutschen Kaiserreich. Der Unterabteilung Room 40 gelang es 1917, das Zimmermann-Telegramm zu entziffern, das ein deutsches Bündnisangebot an Mexiko enthielt und zum Kriegseintritt der Vereinigten Staaten beitrug.
Im Zweiten Weltkrieg führte von 1939 bis 1942 Rear-Admiral John Henry Godfrey den Dienst. In dieser Zeit arbeitete dort Ian Fleming, der Schöpfer des fiktiven Geheimagenten James Bond. Er war zunächst Adjutant des Direktors, dann Verbindungsoffizier in den USA und schließlich Planungsstabsoffizier des Sonderkommandos 30 Assault Unit der Royal Marines, das verdeckte Operationen hinter den feindlichen Linien durchführte.
1962 stand die NID im Mittelpunkt des Spionageskandals um den Regierungsbeamten John Vassall, der Interna an die Sowjetunion verraten hatte.
Als die Admiralität, das War Office und das Air Ministry 1964 mit dem Verteidigungsministerium des Vereinigten Königreichs fusionierten, wurden auch die Geheimdienste der Teilstreitkräfte zu einem gemeinsamen, dem Defence Intelligence Staff, zusammengeführt. Die NID wurde 1965 aufgelöst.